# Thu âm và tái tạo âm thanh

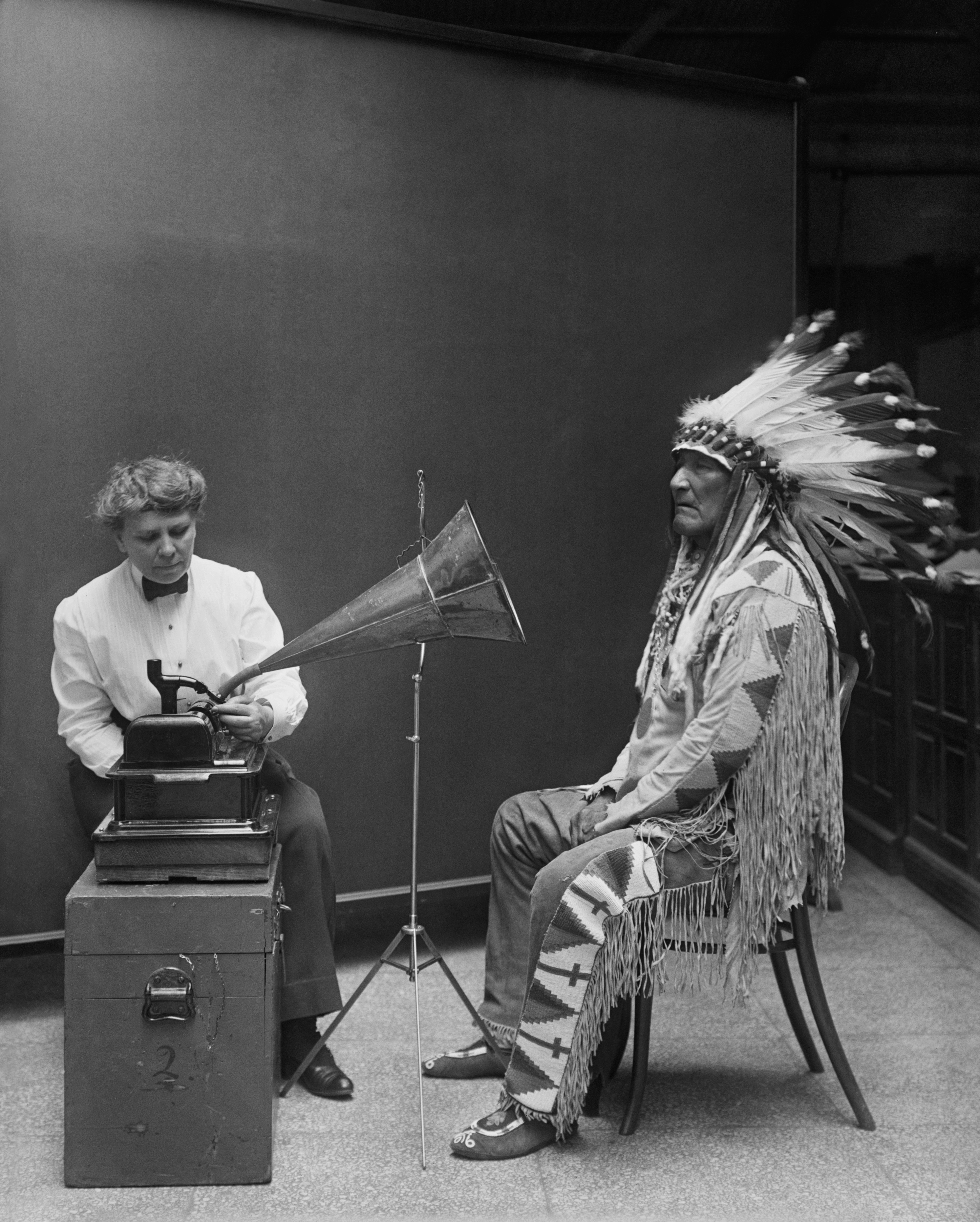
Frances Densmore và thủ lĩnh Blackfoot tên là Mountain Chief làm việc trong một dự án ghi âm của Bureau of American Ethnology (1916).

Ghi âm và phát lại âm thanh là việc ghi chép và tái tạo lại các sóng âm bằng hệ thống điện, cơ khí, điện tử, hoặc kỹ thuật số, bao gồm giọng nói, ca hát, âm nhạc bằng nhạc cụ, hoặc hiệu ứng âm thanh. Có hai lớp công nghệ ghi âm chính là ghi âm analog và ghi âm số. Ghi âm là việc chuyển các dao động không thấy bằng mắt trong không khí vào một phương tiện lưu trữ như đĩa than. Quy trình này được đảo ngược trong việc phát lại âm thanh, và các biến đổi đã lưu trữ trên phương tiện được biến đổi trở lại thành sóng âm.